# Mihail Koifman
Mihail Koifman (în rusă Михаил Койфман; n. 1899 – d. 1981, Moscova, RSFS Rusă, URSS) a fost un evreu basarabean, inginer de minerit, mineralog și om de știință minier sovietic, doctor în științe tehnice și profesor.

## Biografie
S-a născut în târgul Otaci (acum oraș din raionul Ocnița, Republica Moldova) din ținutul Soroca, gubernia Basarabia, Imperiul Rus, în familia lui Azriel Koifman (1872–1943) și Eva Koifman (1879–1962). Din 1927, a lucrat la Institutul de Mineralogie Aplicată din Moscova (mai târziu Institutul rus de cercetare „Fedorovski” al resurselor minerale).
El a dezvoltat o tehnologie pentru producția uneltelor abrazive utilizate în minerit, foraj, celuloză și hârtie, laminare a metalelor, precum și a organizat producția lor industrială, a clasificat tipurile de burghie din carbură. A fost angajat în studiul ardeziei de acoperiș din Crimeea, Transcaucazia și alte regiuni; a dezvoltat un nou model de sclerometru pentru evaluarea rezistenței materialelor (1930), metode de evaluare a proprietăților de cocsificare a cărbunilor prin determinarea durității acestora și stabilirea relației dintre duritatea și proprietățile de cocsificare; a formulat o definiție a efectului de scară pentru roci și a propus clasificarea acestuia (1959).